# نادي المقاولون العرب موسم 1995–96
موسم 1995–1996 هو الموسم الـ 17 لفريق المقاولون العرب في الدوري المصري الممتاز والموسم الـ 3 على التوالي في الدوري الممتاز منذ عودته للدوري مرة أخرى في موسم 1993–1994. وشارك الفريق في الدوري المصري الممتاز ، ولكنه خرج من كأس مصر في ربع النهائي، واستطاع أن يصل إلى نهائي كأس أفريقيا للأندية أبطال الكؤوس والفوز بالبطولة للمرة الثالثة في تاريخه ؛ ليكون بذلك ثاني أكثر الأندية فوزًا بالبطولة بعد النادي الأهلي الذي فاز بالبطولة 4 مرات.

## الترتيب
| الترتيب | النادي       | ل  | ف  | ت  | خ  | له | عليه | ±   | ن  |
| ------- | ------------ | -- | -- | -- | -- | -- | ---- | --- | -- |
| 5       | القناة       | 30 | 13 | 8  | 9  | 27 | 26   | 1   | 47 |
| 6       | المنصورة     | 30 | 11 | 11 | 8  | 28 | 25   | 3   | 44 |
| 7       | المقاولون    | 30 | 10 | 12 | 8  | 29 | 18   | 11  | 42 |
| 8       | جمهورية شبين | 30 | 11 | 7  | 12 | 19 | 30   | -11 | 40 |
| 9       | منتخب السويس | 30 | 9  | 12 | 9  | 24 | 24   | 0   | 39 |

## كأس مصر

### دور الـمجموعات

#### المجموعة الثانية
| الترتيب | النادي      | ل | ف | ت | خ | له | عليه | ±   | ن  | ملاحظات             |
| ------- | ----------- | - | - | - | - | -- | ---- | --- | -- | ------------------- |
| 1       | الكروم      | 5 | 3 | 2 | 0 | 8  | 3    | 5   | 11 | تأهل إلى دور الـ 16 |
| 2       | المزارع     | 5 | 2 | 3 | 0 | 4  | 0    | 4   | 9  | تأهل إلى دور الـ 16 |
| 3       | المقاولون   | 5 | 2 | 3 | 0 | 3  | 0    | 3   | 9  | تأهل إلى دور الـ 16 |
| 4       | المصري      | 5 | 1 | 2 | 2 | 5  | 4    | 1   | 5  |                     |
| 5       | مصر للتأمين | 5 | 1 | 2 | 2 | 4  | 3    | 1   | 5  |                     |
| 6       | المراغة     | 5 | 0 | 0 | 5 | 1  | 15   | –14 | 0  |                     |

| 5 يناير 1996 | المقاولون العرب     | 2–0 | المراغة | استاد الجبل الأخضر |
|              | مصطفى صادق 13'، 58' |     |         |                    |

| 12 يناير 1996 | مصر للتأمين | 0–0 | المقاولون العرب | استاد مصر للتأمين |

| 17 يناير 1996 | المقاولون العرب | 0–0 | الكروم | استاد الجبل الأخضر |

| 28 يناير 1996 | المزارع | 0–0 | المقاولون العرب |  |

| 1 فبراير 1996 | المقاولون العرب | 1–0 | المصري | استاد الجبل الأخضر |
|               | تامر النحاس     |     |        |                    |

### دور الـ 16
| 6 فبراير 1996 | المقاولون العرب     | 1–0 | منتخب السويس | استاد الجبل الأخضر |
|               | عاطف عبد الهادي 53' |     |              |                    |

### ربع النهائي
| 17 أبريل 1996 | غزل المحلة                        | 2–1 (ب.و.إ.) | المقاولون العرب | استاد المحلة |
|               | عادل إبراهيم 43' · وائل جمعة 100' |              | زيزو 67'        |              |

## بطولة أفريقيا للأندية أبطال الكأس

### الدور الأول
| الفريق الأول    | إجم. | الفريق الثاني | مباراة الذهاب | مباراة الإياب |
| --------------- | ---- | ------------- | ------------- | ------------- |
| المقاولون العرب | 2–1  | رايون سبورتس  | 2–1           | 0–0           |

| 8 مارس 1996 | المقاولون العرب         | 2–1 | رايون سبورتس |  |
|             | تامر النحاس · علي عاشور |     | هدف          |  |

| 23 مارس 1996 | رايون سبورتس | 0–0 | المقاولون العرب |  |

### الدور الثاني
| الفريق الأول | إجم.      | الفريق الثاني   | مباراة الذهاب | مباراة الإياب |
| ------------ | --------- | --------------- | ------------- | ------------- |
| سيمبا        | 3–3 (ق.أ) | المقاولون العرب | 3–1           | 0–2           |

| 5 مايو 1996 | سيمبا           | 3–1 | المقاولون العرب |  |
|             | هدف · هدف · هدف |     | عاطف عبد الهادي |  |

| 19 مايو 1996 | المقاولون العرب | 2–0 | سيمبا |  |
|              | عاطف عبد الهادي |     |       |  |

### ربع النهائي
| الفريق الأول  | إجم. | الفريق الثاني   | مباراة الذهاب | مباراة الإياب |
| ------------- | ---- | --------------- | ------------- | ------------- |
| الفتح الرياضي | 0–1  | المقاولون العرب | 0–0           | 0–1           |

| 8 سبتمبر 1996 | الفتح الرياضي | 0–0 | المقاولون العرب |  |

| 21 سبتمبر 1996 | المقاولون العرب | 1–0 | الفتح الرياضي |  |
|                | محمد عودة 11'   |     |               |  |

### نصف النهائي
| الفريق الأول    | إجم. | الفريق الثاني | مباراة الذهاب | مباراة الإياب |
| --------------- | ---- | ------------- | ------------- | ------------- |
| المقاولون العرب | 3–2  | كانون ياوندي  | 2–1           | 1–1           |

| 11 أكتوبر 1996 | المقاولون العرب         | 2–1 | كانون ياوندي |  |
|                | تامر النحاس · علي عاشور |     | هدف          |  |

| 27 أكتوبر 1996 | كانون ياوندي | 1–1 | المقاولون العرب     |  |
|                | هدف          |     | عبد الستار صبري 57' |  |

### النهائي
| الفريق الأول | إجم. | الفريق الثاني   | مباراة الذهاب | مباراة الإياب |
| ------------ | ---- | --------------- | ------------- | ------------- |
| سودى جراف    | 0–4  | المقاولون العرب | 0–0           | 0–4           |

| 24 نوفمبر 1996 | سودى جراف | 0–0 | المقاولون العرب | ملعب الشهداء ، كينشاسا |
|                |           |     |                 | الحضور: 10,000         |

| 6 ديسمبر 1996 | المقاولون العرب                                                | 4–0 | سودى جراف | استاد القاهرة الدولي ، القاهرة             |
|               | علي عاشور 7'، 54' (ركلة.) · محمد عودة 25'، 74' (بالقدم اليمنى) |     |           | الحضور: 40,000 الحكم: فالا ندويي (السنغال) |